# Chris Harrison
Christopher Bryan Harrison (Dallas, 26 de julio de 1971), más conocido como Chris Harrison, es un presentador de televisión estadounidense, conocido por presentar el programa de telerrealidad de citas  The Bachelor de ABC desde 2002, y sus derivados The Bachelorette desde 2003, Bachelor Pad de 2010 a 2012, Bachelor in Paradise desde 2014, la primera temporada de Bachelor in Paradise: After Paradise en 2015, Bachelor Live en 2016 y The Bachelor Winter Games en 2018. También se desempeñó como presentador de Who Wants to Be a Millionaire de 2015 a 2019.

## Primeros años y educación
Harrison nació en Dallas, en el estado estadounidense de Texas. Se graduó de la Escuela secundaria Lake Highlands en 1989.  Asistió a la universidad de la ciudad de Oklahoma con una beca de fútbol.  Fue miembro en la fraternidad Kappa Sigma mientras estaba en la universidad.

## Carrera profesional
De 1993 a 1999, Harrison trabajó como reportero deportivo en KWTV, afiliada de CBS, en Oklahoma City. También trabajó un tiempo para TVG Network, un canal de carreras de caballos, y fue presentador de Designers‘ Challenge en HGTV. En 2001, Harrison organizó el programa concurso de corta duración Mall Masters para GSN.
En 2002, Harrison actuó como estrella invitada en Sabrina the Teenage Witch, presentando un programa de música, en el episodio "Ping, Ping a Song".
El 23 de noviembre de 2008, Harrison presentó el pre-show de los American Music Awards en vivo por ABC. Los coanfitriones fueron la jueza de Dancing with the Stars, Carrie Ann Inaba y la miembro de Pussycat Dolls, Nicole Scherzinger.
En septiembre de 2009, TV Guide Network, anunció que Harrison firmó un contrato para presentar la cobertura de los premios de la alfombra roja en vivo, de los premios Primetime Emmy. En 2011, Harrison y Brooke Burns copresentaron el programa concurso You Mereve It. También ha sido coanfitrión de Hollywood 411 en TV Guide Network.  Además fue anfitrión de Designers' Challenge en HGTV y Mall Masters en Game Show Network.
En abril de 2015, Disney-ABC anunció que Harrison reemplazaría a Terry Crews como presentador de una nueva versión de Who Wants to Be a Millionaire? para la temporada 2015-16. GSN comenzó a transmitir repeticiones de este programa el 18 de diciembre de 2017.
El 19 de mayo de 2015, Harrison se separó de la televisión y publicó su primera novela romántica, The Perfect Letter.
Harrison presentaba los reality shows de citas de ABC The Bachelor, The Bachelorette, Bachelor in Paradise y sus derivados. El 13 de febrero de 2021, Harrison anunció que se apartaría temporalmente de la franquicia después de enfrentar críticas por defender a un concursante de The Bachelor acusado de racismo. En marzo de 2021 se anunciaron anfitriones alternativos para la temporada 17 de The Bachelorette.

## Vida personal
Estuvo casado con su novia de la universidad, Gwen Harrison, con la cual tiene dos hijos, Joshua y Taylor.  En mayo de 2012, después de 18 años de matrimonio, Harrison y su esposa anunciaron que iban a poner fin a su matrimonio.
Desde 2018, mantiene una relación con Lauren Zima, reportera y periodista de Entertainment Tonight. En octubre de 2021 se comprometieron.